# Leptopsis ecuadori
Leptopsis ecuadori is een rechtvleugelig insect uit de familie krekels (Gryllidae). De wetenschappelijke naam van deze soort is voor het eerst geldig gepubliceerd in 2006 door Gorochov.